# Certiorari
Certiorari (от лат. certioro — информировать, удостоверять), сокращённо cert — термин англосаксонской правовой семьи, означающий истребование дела вышестоящим судом из нижестоящего суда для пересмотра.
Термин возник в средневековой Англии в связи с тем, что Суд королевской скамьи начинал свои написанные на латинском языке приказы нижестоящим судам предоставить документы по разрешённым этими судами делам словами certiorārī [volumus] — «[мы] хотим удостовериться». Поэтому такие приказы получили название writ of certiorari.
В США ходатайство о сertiorari является формой обжалования в Верховный суд США решений нижестоящего суда (федерального окружного апелляционного суда). Верховный суд рассматривает это ходатайство и решает вопрос о пересмотре дела. Как правило, Верховный суд отклоняет ходатайства, не затрагивающие конституционные вопросы, или если отсутствуют противоречия в решениях нижестоящих судов. Если Верховный суд отклоняет ходатайство, то следует отказ в сertiorari. Верховный суд США не обязан рассматривать все дела, о пересмотре которых его просят, а может выбирать вопросы, которые, по его мнению, имеют существенное значение для защиты конституционного строя или для развития прецедентного права. 